# Лобко, Николай Николаевич
Николай Николаевич Лобко — советский и белорусский партийный и государственный деятель, председатель горисполкома Барановичей (1988—1996), депутат Верховного Совета БССР/Белоруссии (1990—1995)
Родился 5 мая 1948 года в д. Клепачи Несвижского района Минской области. Вырос в Барановичах. Окончил Барановичский техникум легкой промышленности (1967), Всесоюзный заочный институт текстильной и легкой промышленности и Минскую высшую партийную школу.
С 1967 года работал слесарем и инженером в Барановичском хлопчатобумажном производственном объединении. В 1976 году был избран освобожденным секретарем парткома ПО. Далее работал инструктором, заведующим промышленно-транспортным отделом Барановичского горкома Коммунистической партии Белоруссии, инструктором, заместителем заведующего отделом Брестского обкома КПБ.
В 1985 году избран вторым секретарем Барановичского горкома КПБ. С 1988 по 1996 год председатель Барановичского горисполкома и городского Совета народных депутатов.
Депутат Верховного Совета БССР/Белоруссии (1990—1995).
С 1996 по 2018 год директор Барановичского центра стандартизации, метрологии и сертификации.
Умер 22 февраля 2024 года.